# Прибалтийский военный округ
Краснознамённый Прибалтийский военный округ (ПрибВО) — оперативно-стратегическое формирование (военный округ) в ВС Союза ССР на территории Прибалтики, который существовал в период с 1940—1941 и 1945—1991 на территории Эстонской ССР, Латвийской ССР и Литовской ССР, а также Калининградской области РСФСР Советского Союза.

## История
Образован 11 июля 1940 года. Округ был создан сразу после ввода Красной Армии на территорию прибалтийских государств, до их формального вхождения в состав Союза ССР. Первоначально включал территорию Латвийской и Литовской ССР и западную часть Калининской области РСФСР. Управление округа формировалось на базе управления упразднённого Калининского военного округа и размещалось в городе Рига.
17 августа 1940 года переименован в Прибалтийский Особый военный округ. При этом в состав округа была включена территория Эстонской ССР, а часть Калининской области, входившая в Прибалтийский военный округ передана в Московский военный округ. Округу были подчинены все войска, располагавшиеся на территории трёх республик, в том числе и армии бывших независимых государств, включённые в РККА и преобразованные: эстонская армия — в 22-й стрелковый корпус, латвийская армия — в 24-й стрелковый корпус, литовская армия — в 29-й стрелковый корпус.
С началом Великой Отечественной войны преобразован в Северо-Западный фронт Командующий Прибалтийским особым военным округом генерал-полковник Ф. Кузнецов очень беспокоился об усилении боеспособности своих частей и потому 21 июня отдал приказ применить светомаскировку — затемнить все армейские объекты. Бойцы дивизий, стоявших на границе, получили боекомплект и начали минировать определенные пограничные участки. Кроме того, ещё в середине июня было приказано эвакуировать семьи военнослужащих из приграничных гарнизонов вглубь страны. Генерал посильно готовился отражать возможное нападение. Уже 20 июня 1941 года нарком обороны С. Тимошенко отдал приказ немедленно вернуть все семьи военнослужащих в пограничные гарнизоны. Жен офицеров с детьми принудительно снимали с поездов и возвращали назад. У большинства из них уже не было шансов эвакуироваться во второй раз. Также было запрещено минировать стратегические пути, приказано отвести части от границы и даже разоружить красноармейцев. 11-я армия отчиталась: «Вместо ускорения сосредоточения частей армии в оборонительных районах штаб округа дал указание вести обычные учения в лагерях, и ещё 21 июня вечером у красноармейцев отобрали патроны». Весь боекомплект надлежало сдать на гарнизонные склады.
Прибалтийский военный округ 2-го формирования сформирован согласно директиве Генерального штаба Красной Армии от 30 октября 1943 года, причём в этот момент территория округа (Литовская, Латвийская, и Эстонская ССР) были оккупированы германскими войсками. Управление округа находилось в г. Вышний Волочёк. Округ был расформирован 23 марта 1944.
Прибалтийский военный округ 3-го формирования вновь создан 9 июля 1945 года на территории Латвийской и Литовской ССР. На формирование управления округа было обращено управление 1-го Прибалтийского фронта. 29 января 1946 года в состав ПрибВО включён Особый военный округ (образован 9 июля 1945 года в северной части Восточной Пруссии, отошедшей СССР. Командующий — генерал-полковник К. Н. Галицкий. В апреле 1946 года на этой территории образована Калининградская область РСФСР). Части и соединения Прибалтийского военного округа на территории Калининградской области были переподчинены командованию 11-й гвардейской армии.
В январе 1956 года к округу была присоединена территория Эстонской ССР (ранее входила в Ленинградский военный округ).
Указом Президиума Верховного Совета СССР от 15 января 1974 года округ награждён орденом Красного Знамени.
К 1991 году включал территорию Латвийской, Литовской, Эстонской ССР и Калининградской области. Штаб округа находился в городе Рига.
Указом Президента СССР от 15 ноября 1991 года округ был преобразован в Краснознамённую Северо-Западную группу войск, а 11-я гвардейская армия была напрямую переподчинена Министру обороны СССР. Северо-Западная группа войск, в свою очередь, прекратила существование в 1994 году после окончания вывода российских войск из прибалтийских государств. Россия завершила своё военное присутствие в странах Балтии после того, как выключила РЛС Скрунда-1 в Латвии 31 августа 1998 года. Россия вывела последних военнослужащих из региона в октябре 1999 года.
Части, дислоцированные в Калининградской области, входившие в состав 11-й гвардейской армии, через 5 лет вошли в состав сухопутных частей и подразделений береговой обороны Балтийского флота. Позднее, в соответствии с новым военно-административным делением страны, на территории региона был образован Калининградский особый район на правах военного округа.

## Силы округа
К концу 1940-х годов силы округа составляли:
- 11-я стрелковая дивизия, Нарва, Раквере, Йыхви и Ивангород.

Состав авиации округа на 22 июня 1941 года
| Объединения                              | Соединения и части ВВС |
| ---------------------------------------- | --- |
| Соединения и части фронтового подчинения | 57-я истребительная авиационная дивизия 4-я смешанная авиационная дивизия 6-я смешанная авиационная дивизия 7-я смешанная авиационная дивизия 84-я смешанная авиационная дивизия 21-й истребительный авиационный полк ПВО 312-й разведывательный авиационный полк |

## Состав на 1988 год
К 1990 г. в округе находилось примерно 170 тыс. военнослужащих; 1,3 тыс. танков; 1,5 тыс. боевых бронированных машин; 800 орудий, минометов и РСЗО; 170 боевых и транспортных вертолётов.
- Управление округа, 360-й отдельный батальон охраны и обеспечения (г. Рига)
- 7-я гвардейская воздушно-десантная Краснознамённая, орденов Суворова и Кутузова дивизия (г. Каунас)
- 3-я гвардейская мотострелковая Волновахская Краснознамённая ордена Суворова дивизия[~ 1] (г. Клайпеда)
- 107-я мотострелковая дивизия (г. Вильнюс)
- 144-я гвардейская мотострелковая Ельнинская Краснознамённая, ордена Суворова дивизия (г. Таллин)
- 153-я мотострелковая дивизия кадра[~ 2] (Пабраде)
- 149-я артиллерийская Неманская Краснознамённая, орденов Суворова, Кутузова и Александра Невского дивизия (г. Калининград (управление))
- 230-я дивизия охраны тыла кадра (Добеле (Рига))
- 61-й узел связи (г. Рига)
- 37-я отдельная десантно-штурмовая бригада (г. Черняховск)
- 4-я бригада специального назначения (Вильянди)
- 83-я отдельная бригада связи (Елгава)
- 128-я отдельная бригада связи (Закюмуйжа (Рига))
- 149-я ракетная бригада (Долгоруково)
- 384-я артиллерийская бригада большой мощности (Плунге)
- 69-я зенитная ракетная бригада (г. Балтийск)
- 139-я отдельная радиотехническая бригада особого назначения (Букулты)
- 6-я бригада химической защиты (Пярну)
- 63-я бригада материального обеспечения (Добеле (Рига))
- 5-я автомобильная бригада (Добеле (Рига))
- 918-й реактивный артиллерийский полк (Тельшай)
- 367-й отдельный транспортно-боевой вертолётный полк (г. Каунас)
- 9-й гвардейский инженерно-сапёрный полк (г. Каунас)
- 206-й отдельный полк связи тыла (Закюмуйжа (Рига))
- 489-й отдельный вертолётный полк /боевой и управления/ (Паплака)
- 405-й отдельный полк беспилотных летательных аппаратов (г. Таураге)
- 22-й полк разведки и засечки (Пярну)
- 46-й понтонно-мостовой полк (Городково)
- 434-й отдельный понтонно-мостовой батальон (г. Каунас)
- 1121-й отдельный радиорелейный батальон (г. Таураге)
- 283-я отдельная вертолётная эскадрилья (Алуксне)
- 285-я отдельная вертолётная эскадрилья РЭБ (Елгава)
- 1377-й отдельный понтонно-мостовой батальон ВДВ (Калвария)
- 27-й отдельный батальон РЭБ (г. Клайпеда)
- 498-й отдельный батальон РЭБ (Резекне)
- 15-й отдельный радиотехнический батальон ПВО (г. Клайпеда)
- 5538-я ремонтно-восстановительная база (Добеле (Рига))
- 54-й окружной учебный центр (Рига) — бывшая 24-я учебная танковая дивизия
- 242-й учебный центр подготовки младших специалистов ВДВ (д. Гайжюнай) — бывшая 44-я учебная воздушно-десантная дивизия

### 11-я гвардейская общевойсковая армия
На 19 ноября 1990 г., включая передислоцированные вооружения 18-й гв. мсд, 11-я армия располагала 620 танками, 753 БМП и БТР, 239 орудиями, минометами и РСЗО, 71 боевым и 38 транспортными вертолетами армейской авиации.
- Управление командующего, штаб и отдельный батальон охраны и обеспечения (г. Калининград);
- Соединения и части армейского подчинения;
- 1-я танковая Инстербургская Краснознамённая дивизия (г. Калининград);
- 40-я гвардейская танковая Померанская Краснознамённая, ордена Суворова дивизия (г. Советск);
- 1-я гвардейская мотострелковая Пролетарская Московско-Минская ордена Ленина, дважды Краснознамённая, орденов Суворова и Кутузова дивизия (г. Калининград);
- 18-я гвардейская мотострелковая Инстербургская Краснознамённая, ордена Суворова дивизия (г. Черняховск).

### ВВС
- 15-я воздушная армия (до мая 1988 г. — ВВС ПрибВО)
  - 39-я авиационная дивизия истребителей-бомбардировщиков (53-й гв., 372-й и 899-й авиаполки)
  - 886-й разведывательный авиационный полк
  - 249-я смешанная авиационная эскадрилья

Также базировались на территории округа
- Управление и 132-й авиаполк 326-й тяжёлой бомбардировочной авиационной дивизии 46-й ВА ВГК СН (г. Тарту)
- 132-я бомбардировочная авиационная дивизия 4-й ВА ВГК (г. Черняховск)
- 18-я гвардейская военно-транспортная авиационная дивизия (Паневежис)
- 814-я подвижная авиационная ремонтная мастерская

### Войска ПВО
- 2-я отдельная Краснознамённая армия ПВО
  - 3-я дивизия ПВО (г. Балтийск)
- 6-я отдельная армия ПВО
  - 27-й корпус ПВО (г. Рига)
  - 14-я дивизия ПВО (г. Таллин)

### РВСН
На территории округа базировались соединения 50-й ракетной армии РВСН:
- 24-я гвардейская ракетная дивизия (г. Гвардейск, Калининградская обл.). С 1 июля 1960 года. Дивизия расформирована в 1990 году
  - 25-й ракетный полк (г. Советск, Калининградская обл.), комплекс Р-12н до 1990 г.
  - 97-й ракетный полк (г. Гвардейск, Калининградская обл.), комплекс Р-5 м до 1968 г.
  - 308-й гвардейский ракетный Кенигсбергский ордена Кутузова полк (г. Неман, Калининградская обл.), комплекс Р-12н до 1978 г. Почетное наименование и награда получены от гвардейской пушечной артиллерийской бригады (варианты: 11-я, 12-я или 13-я пабр).
  - 323-й ракетный Демидовский Краснознаменный полк (г. Гусев, Калининградская обл.), комплекс Р-12н до 1989 г. Почётное наименование и награда получены от 270-й мотострелковой дивизии, переименованной, в свою очередь, из 270-й стрелковой дивизии
  - 330-й ракетный полк (г. Знаменск, Калининградская обл.), комплекс Р-12н до 1989 г.

- 58-я ракетная дивизия (г. Каунас, Литва). Дивизия расформирована в 1990 г.
  - 42-й ракетный полк (п. Кармелава, Каунасский район, Литва), комплекс Р-12н до 1990 г. (это был последний полк Р-12) Перед снятием с БД последнего дивизиона было проведено показательное КЗ, куда пригласили семьи, ветеранов, жителей городка. В 1990 расформирован.
  - 324-й ракетный Краснознаменный полк (г. Укмерге, Литва), комплекс Р-12н до 1989 г., В 1989 расформирован. Награда получена от 102-го мотострелкового полка.
  - 637-й гвардейский ракетный полк (г. Таураге, Литва), комплекс Р-12н до 1989 г., В 1989 расформирован.

### ВМФ
На территории округа базировались основные силы Балтийского флота (штаб в г. Балтийск): береговые войска и морская авиация. 
- 15-й разведывательный авиационный полк
- 263-й смешанный авиационный полк
- 342-й авиационный полк РЭБ
- 846-й гвардейский противолодочный авиационный полк

## Командование округа

### Командующие
- 11 июля 1940 — 18 декабря 1940 — генерал-полковник Локтионов, Александр Дмитриевич
- 18 декабря 1940 — 22 июня 1941 — генерал-лейтенант, с февраля 1941 генерал-полковник Кузнецов, Фёдор Исидорович
- 11 ноября 1943 — 23 марта 1944 — генерал-майор Биязи, Николай Николаевич
- 9 июля 1945 — 31 мая 1954 —  генерал армии Баграмян, Иван Христофорович
- 31 мая 1954 — 16 апреля 1958 —  генерал-полковник, с августа 1955 генерал армии Горбатов, Александр Васильевич
- 16 апреля 1958 — 16 ноября 1959 —  генерал армии Батов, Павел Иванович
- 16 ноября 1959 — 14 марта 1963 —  генерал-лейтенант танковых войск, с мая 1960 генерал-полковник танковых войск Гусаковский, Иосиф Ираклиевич
- 25 марта 1963 — 8 июня 1971 —  генерал-полковник, с февраля 1958 генерал армии Хетагуров, Георгий Иванович
- 8 июня 1971 — 16 июля 1972 —  генерал-полковник Говоров, Владимир Леонидович
- 16 июля 1972 — 4 августа 1980 — генерал-полковник, с октября 1977 генерал армии Майоров, Александр Михайлович
- 4 августа 1980 — 20 января 1984 — генерал-полковник Постников, Станислав Иванович
- 20 января 1984 — 5 февраля 1987 — генерал-лейтенант, с апреля 1984 генерал-полковник Бетехтин, Анатолий Владимирович
- 5 февраля 1987 — 5 января 1989 — генерал-лейтенант, с мая 1987 генерал-полковник Гришин, Виктор Иванович
- 5 января 1989 — 25 августа 1991 — генерал-лейтенант, с мая 1989 генерал-полковник Кузьмин, Фёдор Михайлович
- 25 августа — 15 ноября 1991 — генерал-лейтенант, с октября 1991 генерал-полковник Миронов, Валерий Иванович

### Начальники штаба
- июль 1940 — июль 1941 — генерал-лейтенант Клёнов, Пётр Семёнович
- ноябрь 1943 — февраль 1944 — генерал-майор Ермолаев, Александр Григорьевич
- февраль — март 1944 — генерал-майор Богданович, Виктор Францевич
- 9 июля 1945 — октябрь 1951 — генерал-лейтенант Вашкевич, Владимир Романович
- октябрь 1951 — 22 января 1955 —  генерал-майор, с октября 1953 генерал-лейтенант Цыганов, Николай Георгиевич
- 22 января 1955 — 16 мая 1960 — генерал-майор, с августа 1955 генерал-лейтенант Владимирский, Алексей Викторович
- 16 мая 1960 — май 1964 — генерал-майор, с мая 1961 генерал-лейтенант Семёнов, Георгий Гаврилович
- май 1964 — май 1972 - генерал-майор, с мая 1966 генерал-лейтенант Иванов, Михаил Терентьевич
- январь 1972 — 6 сентября 1974 — генерал-майор, с ноября 1973 генерал-лейтенант Терещенко, Михаил Никитович
- 6 сентября 1974 — июнь 1981 — генерал-майор, с апреля 1975 генерал-лейтенант, с октября 1979 года генерал-полковник Стычинский, Сергей Александрович
- июнь 1981 — октябрь 1984 — генерал-лейтенант Кожбахтеев, Виктор Михайлович
- ноябрь 1984 — июнь 1987 - генерал-лейтенант Панкратов, Владимир Матвеевич
- июль 1987 — август 1988 — генерал-лейтенант Тюрин, Алексей Николаевич
- сентябрь 1988 — август 1991 - генерал-майор, с мая 1989 генерал-лейтенант Чаус, Пётр Григорьевич

### Первые заместители командующего
- октябрь 1945 — сентябрь 1953 — генерал-лейтенант Герасименко, Василий Филиппович
- 22 января — 4 августа 1955 —  генерал-лейтенант Кущев, Александр Михайлович
- сентябрь 1955 — апрель 1958 — генерал-полковник Швецов, Василий Иванович
- 16 апреля 1958 — 16 ноября 1959 —  генерал-лейтенант танковых войск Гусаковский, Иосиф Ираклиевич
- 11 декабря 1959 — 3 октября 1963 — генерал-лейтенант Бауков, Леонид Иванович
- 3 октября 1963 — 7 мая 1967 — генерал-лейтенант Шавров, Иван Егорович
- 13 ноября 1967 — 28 декабря 1972 — генерал-лейтенант танковых войск Лихачёв, Борис Сергеевич
- 19 января 1973 — 6 декабря 1976 — генерал-лейтенант Болибрух, Андрей Власович
- январь 1977 — январь 1979 — генерал-лейтенант Гордиенко, Вячеслав Митрофанович
- март 1979 — октябрь 1984 — генерал-лейтенант танковых войск Иванов, Александр Алексеевич
- октябрь 1984 — 1987 — генерал-лейтенант Гришин, Виктор Иванович
- 1988 — 25 августа 1991 — генерал-лейтенант Мельничук, Фёдор Иванович

### Члены Военного совета — начальники Политического управления
- июль — декабрь 1940 — корпусной комиссар Сусайков, Иван Захарович
- декабрь 1940 — июнь 1941 — корпусной комиссар Диброва, Пётр Акимович
- ноябрь 1943 — январь 1944 — генерал-майор Усенко, Алексей Степанович
- январь — март 1944 — полковник Солонцов, Пётр Ефимович (временно исполняющий должность)
- июль 1945 — июнь 1946 — генерал-лейтенант Рудаков, Михаил Васильевич
- август 1946 — декабрь 1949 — генерал-полковник береговой службы Рогов, Иван Васильевич
- январь — июль 1950 — генерал-майор Воронин, Фёдор Николаевич
- июль 1950 — июль 1952 — генерал-лейтенант Мухин, Александр Васильевич
- июль 1952 — сентябрь 1955 — генерал-майор, с мая 1954 генерал-лейтенант Лапкин, Пётр Афанасьевич
- сентябрь 1955 — август 1957 — генерал-лейтенант Крайнюков, Константин Васильевич
- сентябрь 1957 — июнь 1960 —  генерал-майор Дёмин, Никита Степанович
- июнь 1960 — май 1965 — генерал-лейтенант Мальцев, Евдоким Егорович
- май 1965 — август 1970 —  генерал-лейтенант Горчаков, Пётр Андреевич
- август 1970 — декабрь 1971 — генерал-лейтенант Медников, Иван Семёнович
- декабрь 1971 — январь 1981 — генерал-лейтенант, с октября 1978 генерал-полковник Губин, Иван Архипович
- январь 1981 — декабрь 1983 — генерал-полковник Медников, Иван Семёнович
- декабрь 1983 — декабрь 1985 — генерал-полковник Новиков, Василий Петрович
- декабрь 1985 — ноябрь 1988 — генерал-лейтенант, с февраля 1988 генерал-полковник Самойленко, Виктор Григорьевич
- ноябрь 1988 — март 1991 — генерал-лейтенант Зинченко, Олег Владимирович

### Командующие БТ и МВ округа
- декабрь 1946 — август 1949 — генерал-майор А. В. Кондратьев[6].